# Kurt Pfeiffer (Kaufmann)
Kurt Christian Theobald Pfeiffer CBE (* 3. Juni 1893 in Aachen; † 30. Januar 1987 ebenda) war ein deutscher Textilkaufmann, Mitbegründer und Förderer der CDU Aachen sowie Stadtkämmerer und Mitinitiator des Karlspreises.

## Leben
Nach seinem mittleren Abschluss am Aachener Realgymnasium, dem heutigen Rhein-Maas-Gymnasium Aachen, begann Kurt Pfeiffer zunächst eine landwirtschaftliche Lehre, ließ sich aber alsbald im väterlichen Bekleidungsgeschäft zum Textilverkäufer ausbilden. Anschließend besuchte er wieder das Realgymnasium und holte 1913 das Abitur nach. Danach studierte er an der Universität Bonn Agrarwissenschaften sowie Philosophie und Volkswirtschaftslehre. Nach seinem Diplomabschluss promovierte er im Jahr 1922 mit dem Thema Geschichte der rheinischen Rübenindustrie und ihrer Rohstoffversorgung. Nachdem sein Vater bereits 1915 verstorben war, sah sich Pfeiffer trotz anderer Interessen 1923 dazu verpflichtet, das elterliche Bekleidungsgeschäft zu übernehmen. Ein Jahr später gründete er den „Einzelhandelsverband westdeutscher Textilunternehmer“ und übernahm von 1929 bis 1933 auch die Leitung des Einzelhandelsverbands Aachen. Darüber hinaus betätigte er sich ehrenamtlich in der Handelskammer und wurde 1930 Mitglied im Aachen-Laurensberger Rennverein, der alljährlich das CHIO Aachen ausrichtet.
Zu jener Zeit zeigte er großes politisches Interesse für die von Richard Nikolaus Graf von Coudenhove-Kalergi gegründete Paneuropa-Union sowie für die Außenpolitik von Gustav Stresemann und trat daraufhin in die Deutsche Volkspartei (DVP) ein. Nach dem Niedergang der Partei bei den Wahlen 1932 und mit Beginn der Machtübernahme Hitlers trat Pfeiffer zum 1. Mai 1933 in die NSDAP ein (Mitgliedsnummer 2.083.372). Da er sich aber noch im gleichen Jahr weigerte, einen Boykottaufruf gegen jüdische Geschäfte zu unterzeichnen, war Pfeiffer gezwungen, den Vorsitz des Einzelhandelsverbandes niederzulegen. Daraufhin versuchte er, nach British Columbia in Kanada zu emigrieren, aber die kanadische Einwanderungsbehörde lehnte den Einwanderungsantrag ab. Somit blieb er in Aachen und versuchte, den Betrieb seines Bekleidungsgeschäftes notdürftig aufrechtzuerhalten.
Nachdem Aachen im Oktober 1944 von den Amerikanern eingenommen worden war, gehörte Pfeiffer neben Edmund Sinn, Hans Schwippert, Gerd Heusch und anderen zu den neun ausgewählten Bürgern, die von der amerikanischen Militärregierung als zivile Übergangsregierung ernannt und eingesetzt wurden und sich allesamt „Bürgermeister“ nennen durften. Unter der Leitung des ebenfalls ernannten Oberbürgermeisters Franz Oppenhoff war Pfeiffer von November 1944 bis März 1945 zuständig für Finanzen und Vermögen. Pfeiffer beteiligte sich maßgeblich an dem Wiederaufbau der Stadt Aachen sowie seines Bekleidungsgeschäftes und knüpfte dabei die ersten politischen und kulturellen Kontakte. So zählte er zu den vehementesten Vorbereitern, Mitbegründern und Unterstützern des 1947 gegründeten Stadtverbandes der CDU Aachen und deren Untergliederungen. Dabei wurde er unter anderem von seinem Sohn Jost Pfeiffer unterstützt, der vor allem die Junge Union Aachen mit aufbaute.
Ebenso gründete er bereits 1946 die Corona Legentium Aquensis, einen elitären regionalen „Lese- und Diskussionszirkel“, in dessen Rahmen Ausstellungen und regelmäßige Vortragsreihen mit eingeladenen Politikern, Wissenschaftlern und Kulturschaffenden aus ganz Europa durchgeführt wurden wie beispielsweise mit Werner Bergengruen, Theodor W. Adorno, Martin Heidegger oder Werner Heisenberg. Pfeiffers gesellschaftspolitisches Engagement war vom Wunsch bestimmt, eine neuerliche militärische Auseinandersetzung in Europa durch die Einigung des alten Kontinents unmöglich zu machen. Aus dem Konzept dieser Gruppierung und mit Bezug auf die Schriften Arnold J. Toynbees sowie unter Hinweis auf das Reich Karls des Großen entwickelte sich schließlich auf seine Initiative hin die Idee des Karlspreises der Stadt Aachen für Beiträge „im Dienste der westeuropäischen Verständigung, der Humanität und des Weltfriedens“. Dazu gründete Pfeiffer 1949 die „Gesellschaft zur Verleihung des Internationalen Karlspreises der Stadt Aachen“ und proklamierte noch im gleichen Jahr zu Weihnachten diesen neuen europäischen Preis. Damit zählt dieser im Jahre 1950 erstmals verliehene Preis als der erste in der Nachkriegszeit gestiftete politische Preis der noch jungen Bundesrepublik Deutschland und auch als einer der renommiertesten. Saul Kussiel Padover hingegen, der im Herbst 1944 in Aachen einflussreiche Persönlichkeiten befragt hatte, sah im Rückbezug auf Karl den Großen nach dem Ende des Zweiten Weltkrieges, etwa in den Schriften und Vorträgen von Peter Mennicken, eine nicht angebrachte „Mystifizierung“ der Persönlichkeit des Kaisers, seiner Politik und seines Reiches. Er verwies zudem auf die Mitgliedschaft Pfeiffers in der NSDAP. Bis 1968 bekleidete Pfeiffer die Position des ersten Sprechers (Vorsitzender) des Karlspreisdirektoriums, welches nach wie vor aus insgesamt zwölf hochrangigen Mitgliedern aus Politik, Wissenschaft, Industrie und der katholischen Kirche besteht und anfangs identisch war mit seinen Gründungsmitgliedern.
Für seine vielfältigen Errungenschaften beim Wiederaufbau der Stadt Aachen, der Aufstellung der Aachener CDU sowie vor allem für seinen Europagedanken wurde Pfeiffer mehrfach auch international hoch dekoriert.
Kurt Pfeiffer fand seine letzte Ruhestätte auf dem Westfriedhof I in Aachen.

## Ehrungen
- 1954: Bundesverdienstkreuz I. Klasse
- 1961: Honorary Commander des Ordens des britischen Empires
- 1968: Ehrenbürger der Stadt Aachen
- 1974: Officier de L’Ordre National du Mérite
- 1981: Großes Bundesverdienstkreuz

## Familie
Kurt Christian Theobald Pfeiffer, Sohn des Einzelhändlers Louis Pfeiffer (1868–1915) und der Anna Hecker (1870–1945), war verheiratet mit Johanna Bode (1894–1973), Tochter des Gymnasiallehrers Louis Bode (1860–1941) und der Fanny Auerbach (1864–1941). Zusammen hatten sie den Sohn Jost Pfeiffer (1920–2010), Mitglied des Rates der Stadt Aachen von 1946 bis 1970 und von 1972 bis 1975 sowie langjähriger Fraktionsvorsitzender der CDU im Rat der Stadt. Jost Pfeiffer war unter anderem ebenso Mitglied im Karlspreisdirektorium und wurde am 20. Januar 2001 ebenfalls zum Ehrenbürger der Stadt Aachen ernannt. Dessen Tochter Isabel Pfeiffer-Poensgen (* 1954), verheiratet mit einem Nachkommen der Düsseldorfer Industriellen-Familie Poensgen, war von 2017 bis Juni 2022 Ministerin für Kultur und Wissenschaft des Landes Nordrhein-Westfalen. Seine 2. Tochter, Simone Pfeiffer-Bohnenkamp, war mehrere Jahre lang Geschäftsführerin des Sozialwerkes Aachener Christen e. V.